# 20497 Mařenka
(20497) Mařenka, denumire internațională (20497) Marenka, este un asteroid din centura principală de asteroizi.

## Descriere
20497 Mařenka este un asteroid din centura principală de asteroizi. A fost descoperit pe 4 septembrie 1999 la Observatorul din Ondřejov de Lenka Šarounová. Asteroidul prezintă o orbită caracterizată de o semiaxă mare de 3,18 ua, o excentricitate de 0,06 și o înclinație de 9,7° în raport cu ecliptica.